# Arild Andresen
Arild Inge Andresen (Oslo, 1 de diciembre de 1928 – Oslo, 27 de diciembre de 2008) fue un futbolista y jugador de hockey hielo noruego, que jugó en ambos casos en el Vålerenga.
En el equipo de fútbol, hizo su debut en 1948, en la primera temporada de Primera liga noruega. Defendió la camiseta de la selección de Noruega en 1950 contra Suecia. Se retiró del fútbol en 1954.
También jugó en la sección de hockey hielo del Vålerenga Ishockey. Sus hermanos Thorbjørn (1919–1998) y Ivar (1921–2004) también jugaron en el Vålerenga de fútbol.
Andresen murió el 27 de diciembre de 2008, unas semanas después de su 80 cumpleaños.